# Ulzigerode
Ulzigerode ist ein Ortsteil der Stadt Arnstein im Landkreis Mansfeld-Südharz in Sachsen-Anhalt.

## Geografie
Ulzigerode liegt am östlichen Harzrand ca. 12 km südwestlich von Aschersleben. Der Ort erstreckt sich über die drei Tallagen der Schwennecke, der Kleinen Mukarehne und der Mukarehne.

## Geschichte
Der Ort, welcher aufgrund der Rodung durch einen gewissen „Oldarich“ als Nachkomme des „Olzo“ entstand, wurde in einer Urkunde von Kaiser Karl V. im 16. Jahrhundert erstmals erwähnt. Das Dorf gehörte zum „Knigg’schen Amte Arnstein zu Endorf“ in der ehemaligen sächsischen Grafschaft Mansfeld.
Am 1. Januar 2010 schlossen sich die bis dahin selbstständigen Gemeinden Ulzigerode, Alterode, Bräunrode, Greifenhagen, Harkerode, Quenstedt, Stangerode, Sylda und Welbsleben sowie die Stadt Sandersleben (Anhalt) zur neuen Stadt Arnstein zusammen. Die Verwaltungsgemeinschaft Wipper-Eine, zu der Ulzigerode gehörte, wurde aufgelöst.

## Wappen
Das Wappen wurde 1995 vom Magdeburger Kommunalheraldiker Jörg Mantzsch gestaltet.

## Wirtschaft und Infrastruktur
Wirtschaftliche Grundlage des Ortes ist die Land- und Forstwirtschaft.

### Verkehr
Zur Bundesstraße 242 die Hasselfelde und Mansfeld verbindet, sind es in südlicher Richtung ca. 12 km.